# Lux Saint-Gilles

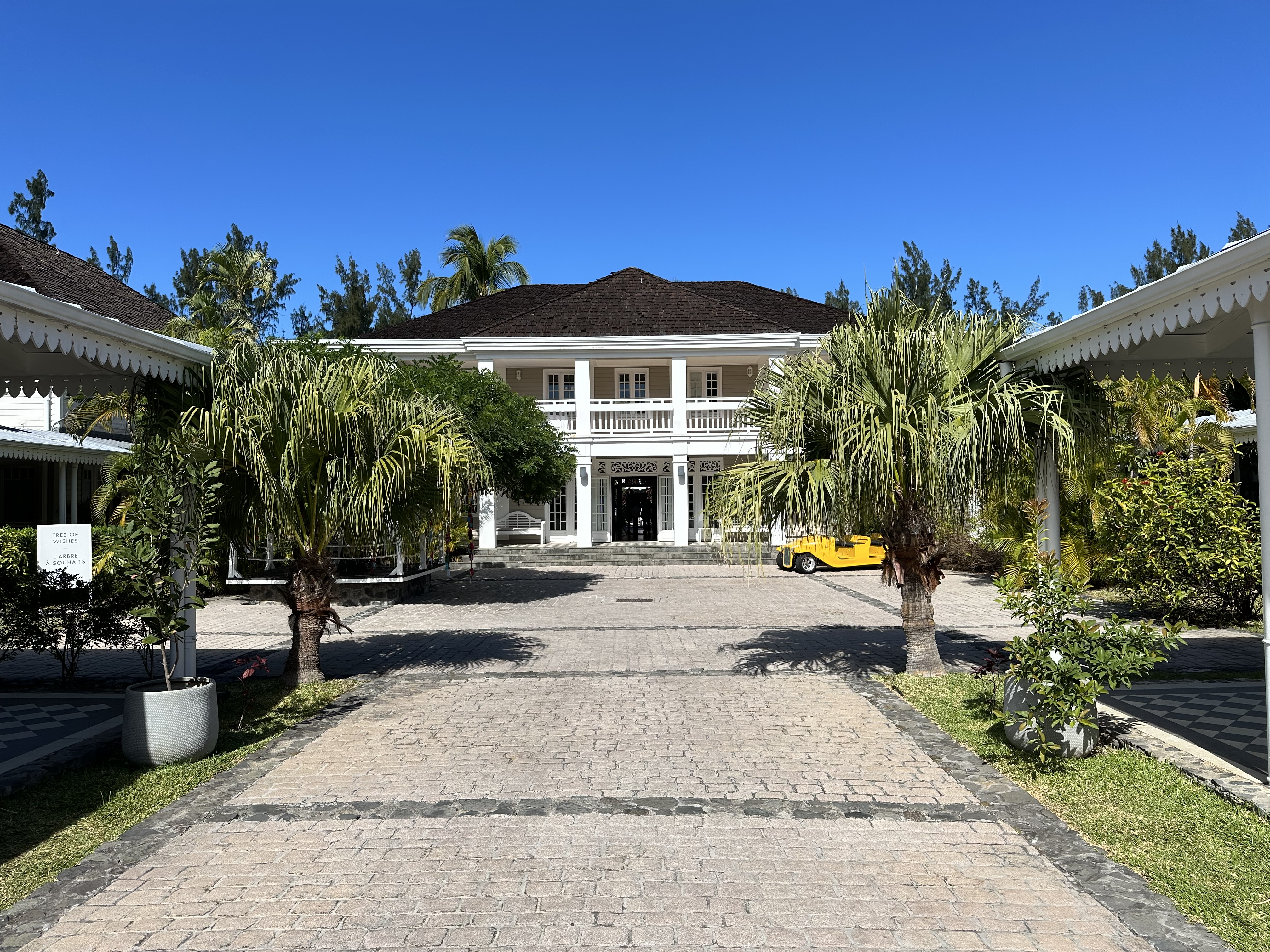
Blick auf das Hauptgebäude, 2024

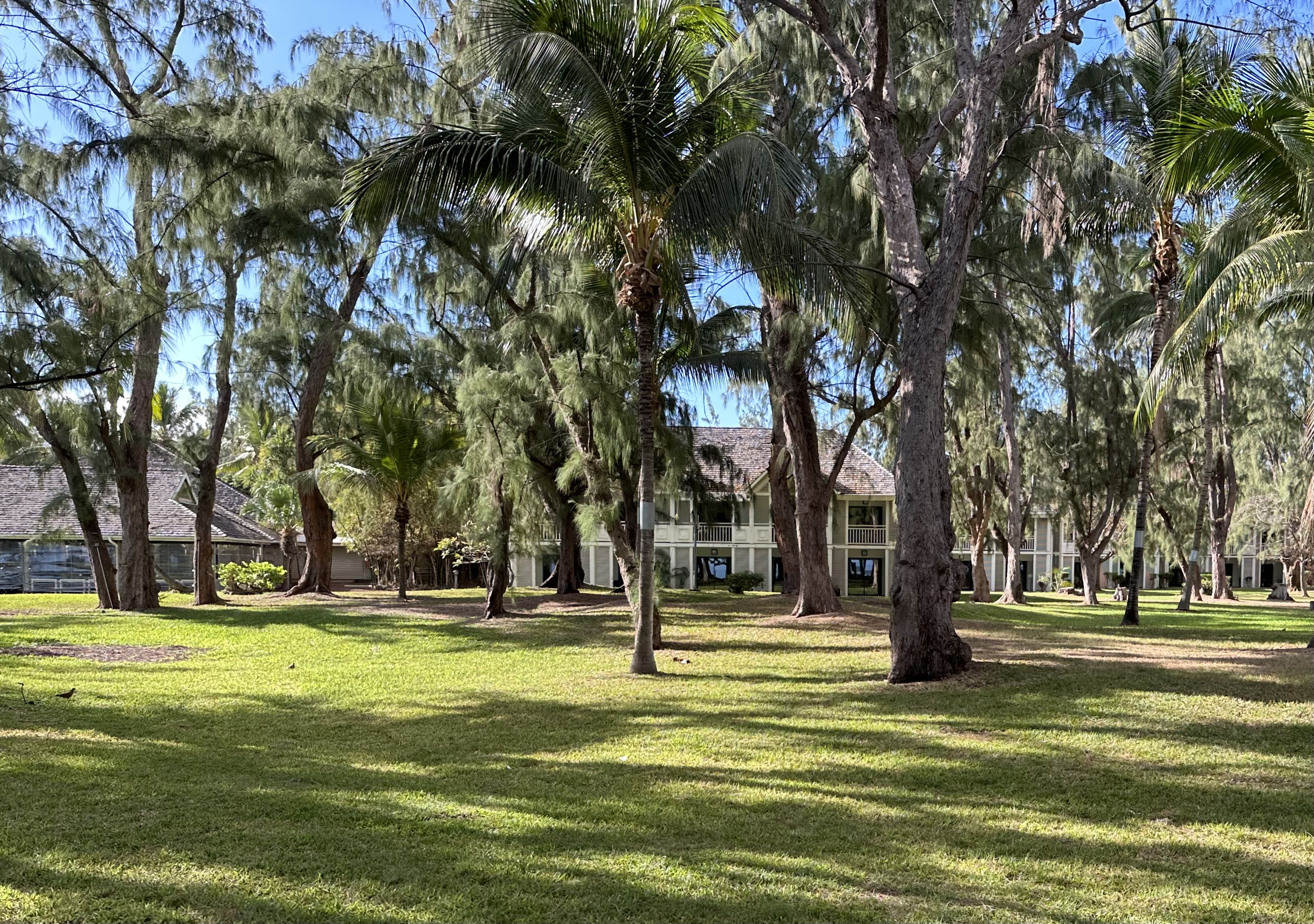
Gebäude des Hotels im Park

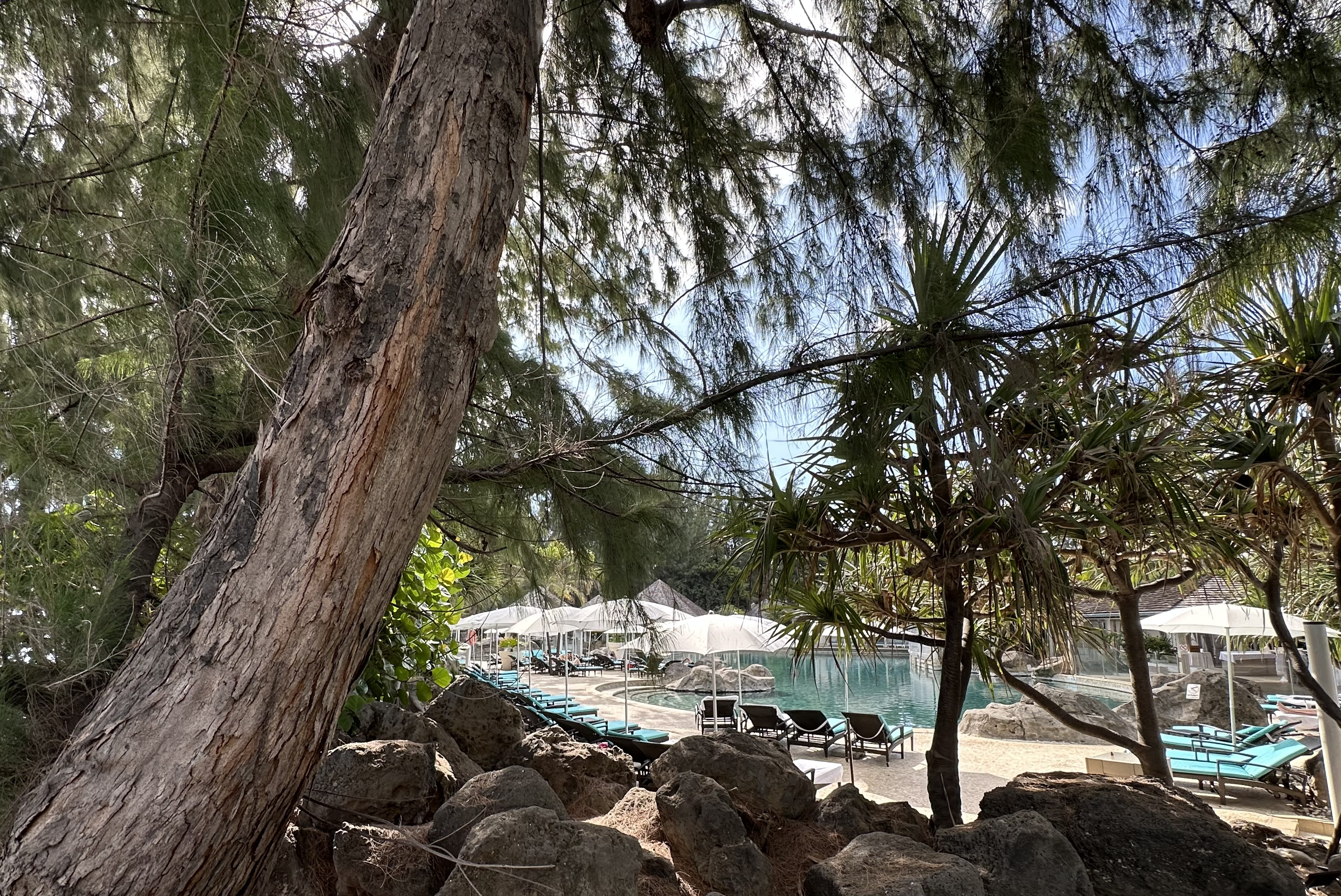
Pool

Das Lux Saint-Gilles ist ein Hotel in Saint-Gilles-les-Bains auf Réunion. Es war das erste Hotel der Insel, das mit fünf Sternen bewertet wurde.

## Lage
Das Hotel befindet sich südlich der Ortslage von Saint-Gilles-les-Bains im Ortsteil L’Ermitage-les-Bains im Gebiet der Gemeinde Saint-Paul im Westen der Insel, an der Adresse L’Hermitage 28 Rue Du Lagon. Das Hotel grenzt unmittelbar an den Strand von L’Ermitage am Indischen Ozean.

## Geschichte
Ursprünglich lautete der Name des Hotels Grand Hôtel du Lagon. Im Juni 2010 erreichte das Hotel einen fünften Stern in der Bewertung, womit es das erste Hotel dieser Kategorie auf Réunion war. Es gehört zur Naiade-Gruppe, die auch Hotels auf Mauritius betreibt und wurde von World Travel Awards mehrfach als führendes Hotel der Insel Réunion ausgezeichnet.

## Ausstattung
Die Hotelanlage verfügt über insgesamt 174 Zimmer, die in 21 kleineren Häusern untergebracht sind, die sich über den sieben Hektar großen Bereich der Anlage verteilen. Die Bereiche zwischen den Häusern sind in Form eines Parks mit regional typischen Pflanzen und Bäumen gestaltet. Insgesamt können 348 Gäste untergebracht werden.
Es bestehen drei Restaurants, eine Bar, eine Poolanlage, Konferenzräume, eine Bibliothek sowie ein Fitnessraum und ein Tennisplatz.